# بروتوكول لندن (1944)

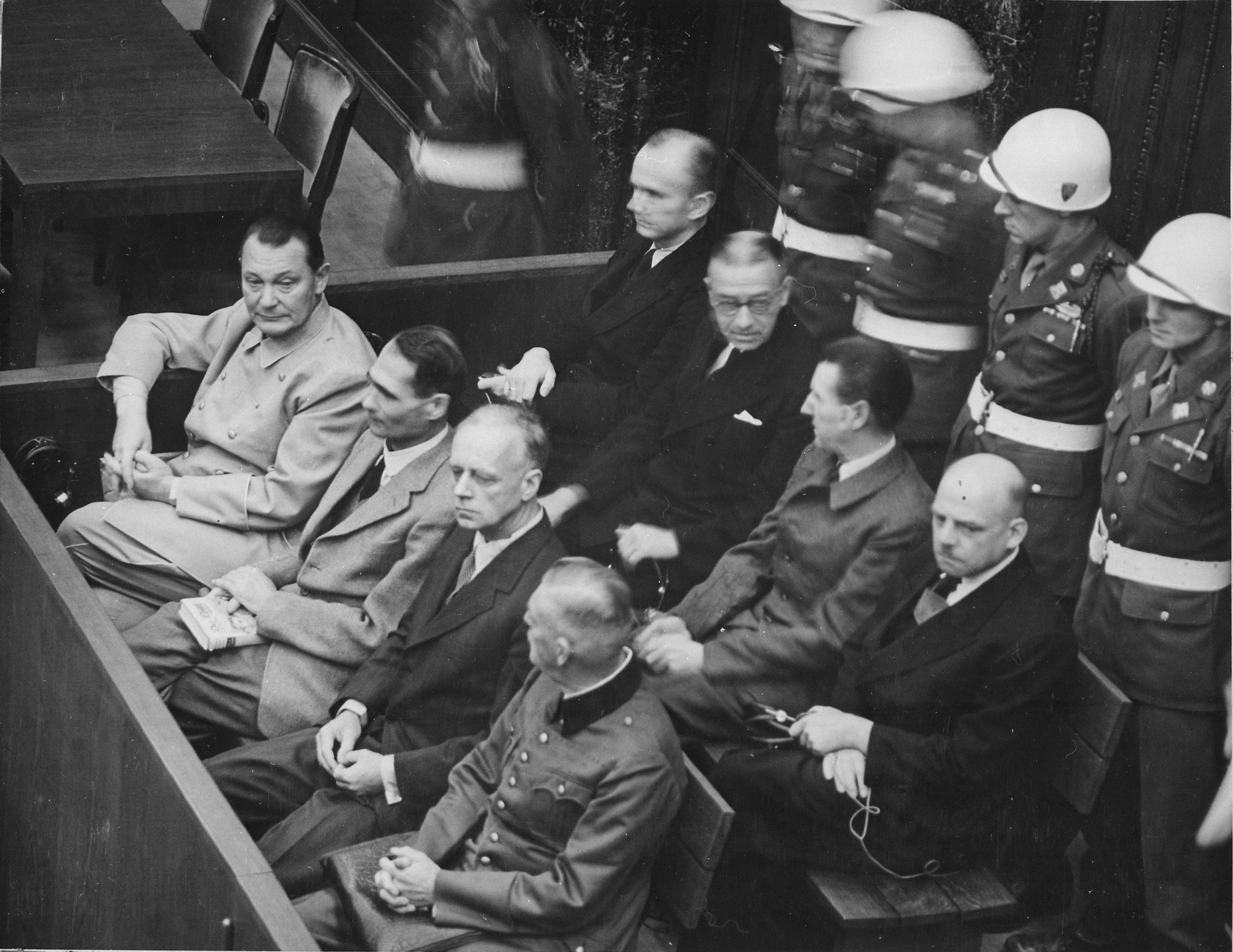

في بروتوكول لندن الموقع في 12 سبتمبر 1944، وافق حلفاء الحرب العالمية الثانية (بدون فرنسا) على تقسيم ألمانيا إلى ثلاث مناطق احتلال بعد الحرب.